# Ornipholidotos teroensis
Ornipholidotos teroensis är en fjärilsart som beskrevs av Henry Stempffer 1957. Ornipholidotos teroensis ingår i släktet Ornipholidotos och familjen juvelvingar. Inga underarter finns listade i Catalogue of Life.